# رنگین زرد
(نام علمی: Genista tinctoria)
شکوفه های این گیاه پس از تهیه به عنوان چاشنی مورد استفاده قرار می گیرند.
مردم روم از تمام قسمت های گیاه به خصوص گل آن که رنگ زرد مرغوبی تولید می کند برای رنگ آمیزی استفاده می کردند.
ایبری ها از الیاف آن لباس تهیه می کنند.

## عوارض جانبی
- برخی آلکالوئیدهای موجود در گیاه خلسه آورند.